# Заречное (Бериславский район)
Заречное (укр. Зарічне) — село в Высокопольской поселковой общине Бериславского района Херсонской области Украины. Расположено на правом берегу реки Ингулец, в 21 км к юго-западу от районного центра и в 10 км от ближайшей железнодорожной станции Блакитное. Основано в конце XVIII века. До 1963 года — Блакитное (укр. Блакитне).
Почтовый индекс — 74021. Телефонный код — 5535. Код КОАТУУ — 6521880801.

## Население
Население по переписи 2001 года составляло 623 человека.

### Языковой состав
Родной язык населения по данным переписи 2001 года:
| Язык       | Численность, чел. | Доля     |
| ---------- | ----------------- | -------- |
| Украинский | 597               | 95,83 %  |
| Русский    | 19                | 3,05 %   |
| Другое     | 7                 | 1,12 %   |
| Итого      | 623               | 100,00 % |

## Исторические сведения
- Поселение возникло в 1790 году под названием Шкурено[4].
- В 1859 году переименовано в деревню Блакитная[4].
- По состоянию на 1886 год, в деревне Блакитная Заградовской волости Херсонского уезда Херсонской губернии жили 507 человек, насчитывалось 96 дворов[5].
- В 1894 году в деревне Блакитная проживало 946 человек (471 мужского и 475 женского пола) и насчитывалось 142 двора. По количеству жителей Блакитная была вторым населенным пунктом Заградовской волости (после села Заградовка). Здесь действовала школа грамоты с 28 учениками (26 мальчиков и 2 девочки), одна торговая лавка[6].
- В 1910-м году зарегистрирована первая запись в метрической книге православной церкви Трёх Святителей (Василия Великого, Григория Богослова, Иоанна Златоуста). По словам очевидцев церковь была разрушена во время обстрела в годы Великой Отечественной войны. Церковь Трёх Святителей располагалась на территории современной школы-сад.
- По данным Всероссийской сельскохозяйственной переписи 1916 года, село Блакитное относилось к Архангельской волости Херсонского уезда и насчитывало 207 хозяйств. Население составляло 1217 человек — 525 мужского и 692 женского пола[2].